# 無量光院遺跡

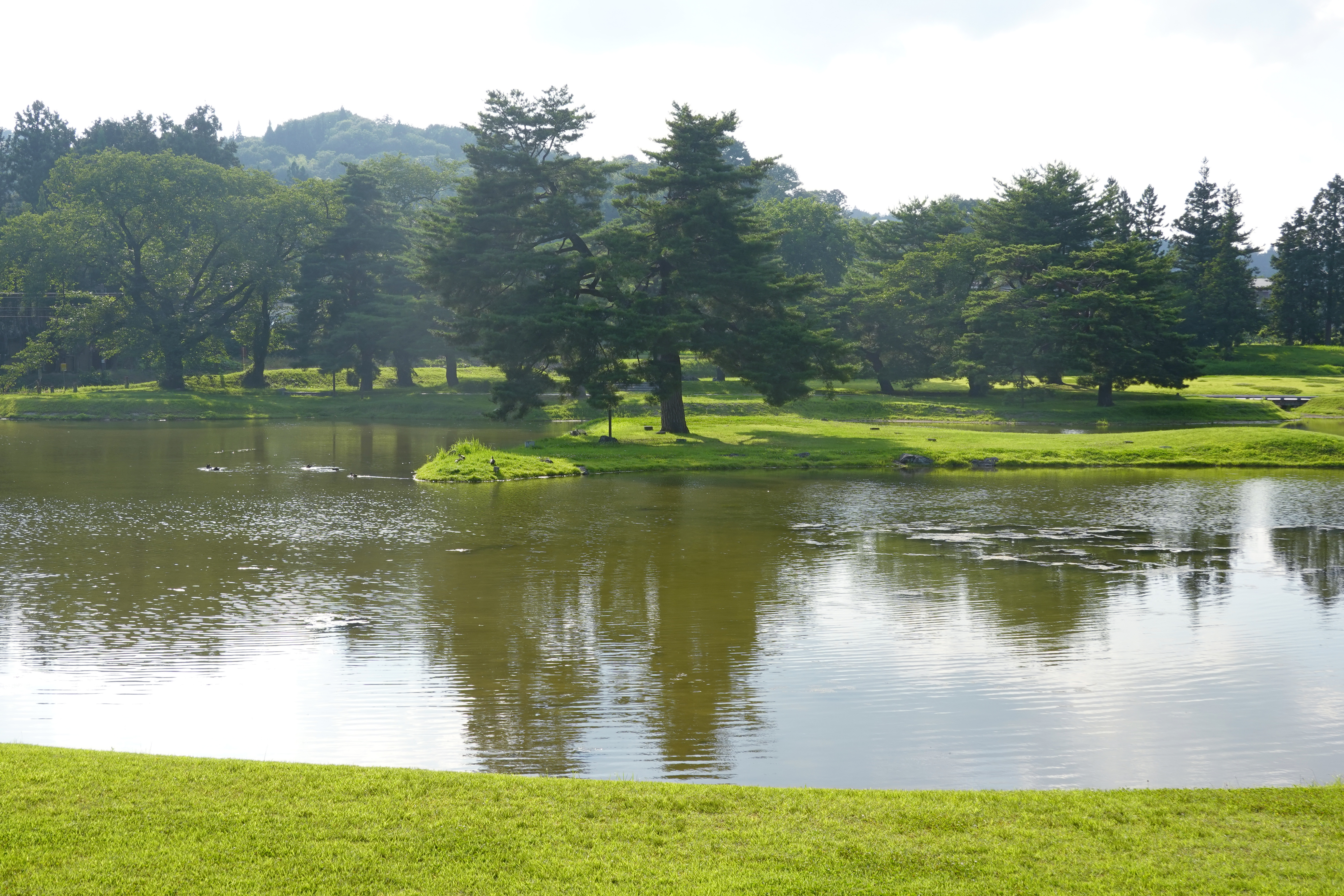
無量光院遺跡

無量光院遺跡（日語：むりょうこういんあと）是岩手県平泉町的史跡。
无量光院是藤原秀衡模仿京都的平等院所建立的寺院。当时，是比平等院規模更為輝煌的寺院。但經過幾次的火災燒毀，今天只殘存土堤和礎石而已。
寺院遺跡即「無量光院跡」被指定為國家特別史跡。2011年（平成23年）6月26日，作為「平泉—象徵著佛教淨土的廟宇、園林與考古遺址」的其中之一遺產被登錄為世界遺産

## 沿革

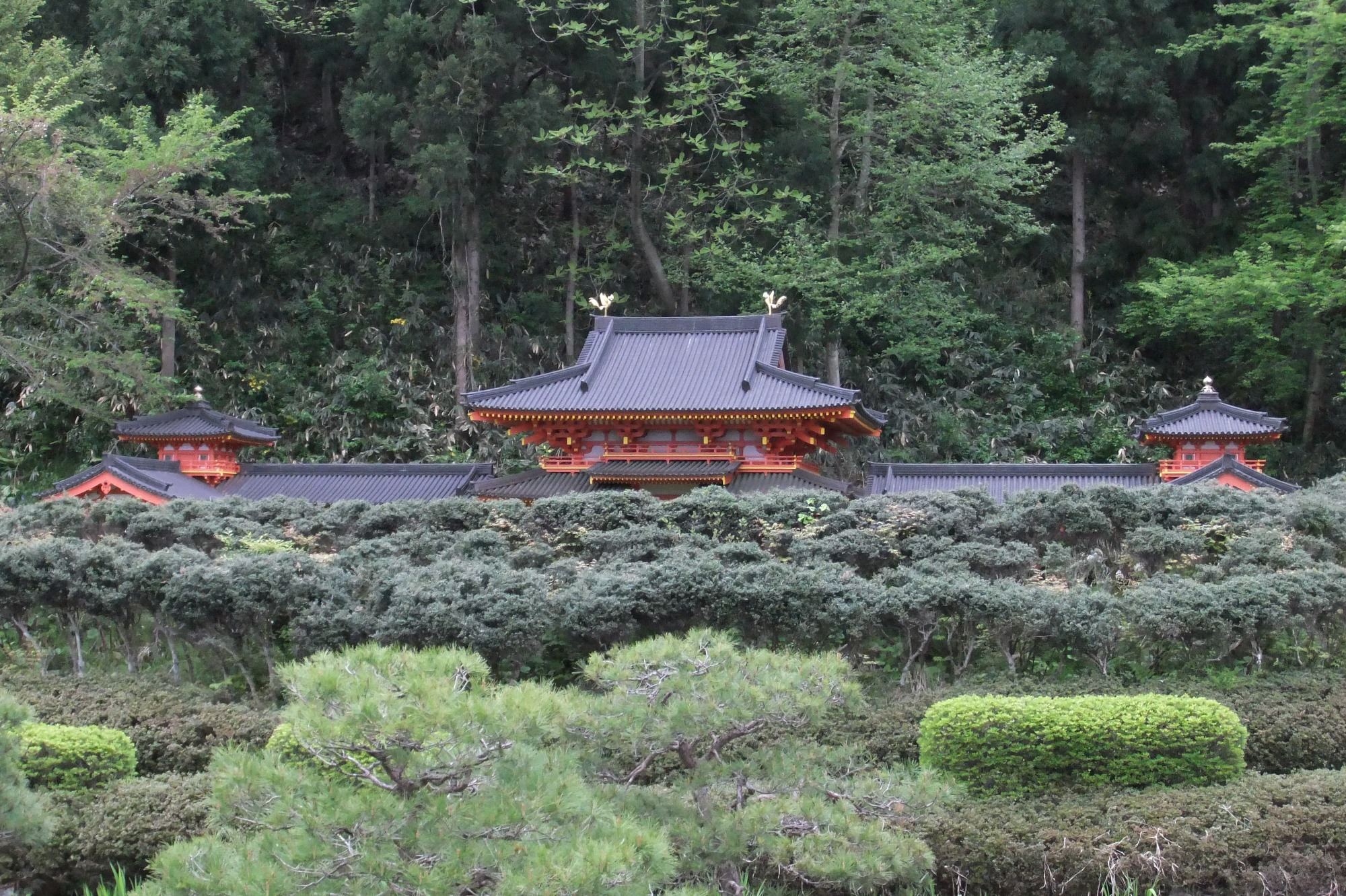
奥州市的「江刺藤原之鄉」所再現的無量光院 （伽羅御所的遠景）

平安時代末期在奥州一帯（現在的東北地方）重振勢力的奧州藤原氏，第一代清衡建立中尊寺，第二代基衡則建立了毛越寺。之後的第三代秀衡則建立了無量光院。無量光院位於奥州藤原氏的據點平泉的中心位置，在《吾妻鏡》中記載了在無量光院附近有奥州藤原氏的政府機構—平泉館。
在《吾妻鏡》文治5年9月17日（1189年10月28日）的條目中說，無量光院是模仿京都府宇治市的平等院，稱號為新御堂（にいみどう）。新御堂意味是毛越寺的新院。根據挖掘調查的結果，四周圍的東西方向約240公尺、南北約270公尺，推定面積約6.5公頃，推測比平等院規模還要大。
祭祀的本尊和平等院一樣都是阿彌陀佛，在地形和建築的配置都模仿平等院，但中堂前鋪設瓦片和有池中島等特點和平等院不同。本堂的規模和鳳凰堂雖然大概一致，但翼廊的長度比一間（日本古代的長度測量單位）還長。建築物整體面向東方，基地的西邊則是金雞山。配置是以黃昏時，從庭園望向本堂背後、夕陽西沉金雞山而設計，體現了浄土思想。

## 現況
奥州藤原氏滅亡以後，無量光院經過幾次火災而燒毀，今天只剩土堤和礎石、池子遺跡，遺跡已廣布稻田和松木林。1952年（昭和27年）進行了挖掘調査，並根據《吾妻鏡》的紀載，本堂和庭園規模及配置才逐漸明朗。1955年（昭和30年）指地為國家歷史遺跡。從2012年（平成24年）起，進行池中島和池子的復原和整修。

## 文化資產

### 特別史蹟
- 無量光院遺跡 - 1979年（昭和54年）5月22日，從史跡改變種類。2004年（平成16年）9月30日到2006年（平成18年）1月26日追加指定。

### 世界遺産
- 「平泉—象徵著佛教淨土的廟宇、園林與考古遺址」的其中之一。2011年（平成23年）6月26日登録。世界遺産登録後，文化廳和地方政府，考慮全面恢復庭園和寺院的樣貌。

## 脚注
1. ↑  2004年（平成16年）9月30日および2006年（平成18年）1月26日追加指定。
2. ↑  . UNESCO News Archive. 聯合國教育、科學及文化組織. 2011-06-25  [2011-06-26]. （原始内容存档于2011-06-27） （英语）.
3. ↑  一、無量光院号新御堂事：「秀衡建立之、其堂内四壁扉、図絵観経大義、加之秀衡自図絵狩猟之体。本仏者阿弥陀丈六也、三重宝塔、院内荘厳、悉以所模宇治平等院也。」
4. ↑  1952年（昭和27年）、文化財保護委員會（現・文化廳）進行本堂遺跡和中島的挖掘調查，發現礎石建築物遺跡和庭石、土提和土壇等等的遺構都被良好保存而明朗。
5. ↑  . 河北新報. 2016-04-29  [2016-06-18]. （原始内容存档于2016-04-30）.

## 外部連結
- 平泉の文化遺産 （页面存档备份，存于）
- 毛越寺 関連史跡 （页面存档备份，存于）